# PlayStation Video
PlayStation Video ist ein Video-on-Demand-Dienst, der es ermöglicht, TV-Serien und Filme online zu sehen. Der Dienst wurde früher vom ehemaligen Sony Entertainment Network als Video Unlimited erstmals im Januar 2010 angeboten.
Im Auftrag von Filmstudios wie Sony Pictures Entertainment, Twentieh Century Fox und Universal Pictures konnten TV-Serien und neuerschienene Filme als auch ausgewählte, ältere Filme zur Verfügung gestellt werden.
Im November 2010 begann Video Unlimited (jetzt: PlayStation Video) mit dem Vertrieb von Online-Inhalten im Vereinigten Königreich, Frankreich, Deutschland, Italien und Spanien und hat sich seitdem auch nach Japan, Kanada und Australien ausgeweitet. Die Inhalte können vom PC und anderen Geräten wie Sony Blu-Ray-Geräten, PlayStation-Konsolen, Smartphones und Tablets, BRAVIA Fernsehgeräten und einigen portablen Musikgeräten abgespielt werden.